# Tarennoidea
Tarennoidea  es un género con dos especies de plantas con flores perteneciente a la familia de las rubiáceas.
Es nativo del sur de China y Asia tropical.

## Taxonomía
El género fue descrito por Tirveng. & Sastre y publicado en Mauritius Institute Bulletin 8(4): 90. 1979.

## Especies aceptadas
A continuación se brinda un listado de las especies del género Tarennoidea aceptadas hasta mayo de 2015, ordenadas alfabéticamente. Para cada una se indica el nombre binomial seguido del autor, abreviado según las convenciones y usos.	
- Tarennoidea axillaris (Ridl.) Tirveng. & Sastre (1979).
- Tarennoidea wallichii (Hook.f.) Tirveng. & Sastre (1979).